# 丁二酸二乙酯
丁二酸二乙酯（或称作琥珀酸二乙酯）是一种脂肪族化合物，结构简式(CH2CO2CH2CH3)2，可看作二分子乙醇与一分子丁二酸形成的酯，常温常压下为无色液体，常作为化学合成的中间体。